# L'Abergement-de-Varey
L'Abergement-de-Varey is een gemeente in het Franse departement Ain in de regio Auvergne-Rhône-Alpes. Het behoort tot het kanton Ambérieu-en-Bugey en tot het arrondissement Belley. De gemeente telde 273 inwoners op 1 januari 2022.

## Geografie
De oppervlakte van L'Abergement-de-Varey bedraagt 9,15 vierkante kilometer; Op 1 januari 2022 was de bevolkingsdichtheid 29,8 inwoners per km².

De onderstaande kaart toont de ligging van L'Abergement-de-Varey met de belangrijkste infrastructuur en aangrenzende gemeenten.

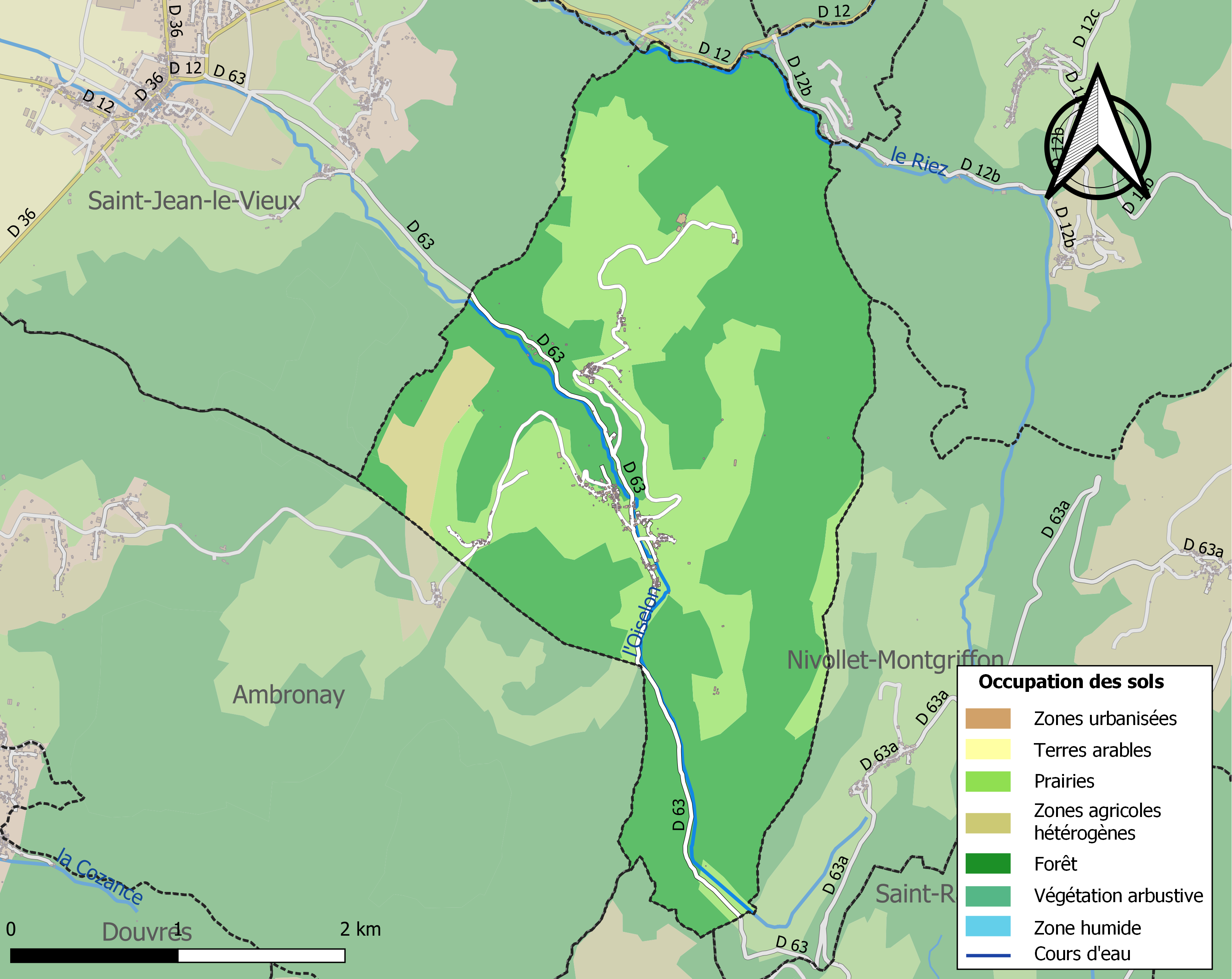

## Demografie
Onderstaande figuur toont het verloop van het inwonertal.
Vanwege een beveiligingsprobleem met de MediaWiki Graph-software is het momenteel niet mogelijk deze grafiek weer te geven. Zodra de software is bijgewerkt zal de grafiek vanzelf weer zichtbaar worden.
L'Abergement-de-Varey · Ambérieu-en-Bugey · Ambronay · Ambutrix · Arandas · Argis · Bettant · Château-Gaillard · Cleyzieu · Conand · Douvres · Nivollet-Montgriffon · Oncieu · Saint-Denis-en-Bugey · Saint-Maurice-de-Rémens · Saint-Rambert-en-Bugey · Torcieu · Vaux-en-Bugey